# Jo Ann Emerson
Jo Ann Emerson wcześniej Jo Ann Hermann (ur. 16 września 1950 w Bethesdzie) – amerykańska polityczka, członkini Partii Republikańskiej.

## Działalność polityczna
W okresie od 5 listopada 1996 do rezygnacji 22 stycznia 2013 przez osiem kadencji i 75 dni była przedstawicielką 8. okręgu wyborczego w stanie Missouri w Izbie Reprezentantów Stanów Zjednoczonych.
Jej mężem był Bill Emerson.